# Richard Bartz (Musikproduzent)

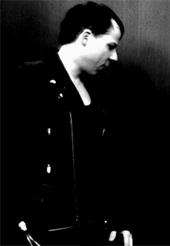
Richard Bartz 2006

Richard Bartz (* 5. Juli 1972 in München) ist ein deutscher Techno-, House- und Electro-Musiker. Er ist Gründer, Inhaber und Hauptakteur des Plattenlabels Kurbel Records sowie international auftretender Liveact. Bartz gilt neben DJ Hell als einer der Mitbegründer des Munich Techno.

## Leben und Werk
Bartz besuchte ab 1988 erste EBM und Technopartys in München. Über Besuche im Plattenladen Optimal in München lernte er den Disko-B-Labelgründer Peter Wacha alias Upstart und später auch DJ Hell kennen. Es folgten ab 1993 erste Veröffentlichungen unter dem Alias Acid Scout auf Disko B. Im folgenden Jahr erschien mit Safari Bartz’ erstes Album. Zusammen mit DJ Hell produzierte Bartz 1994 Hells ersten Longplayer Geteert & gefedert und ein Stück der 1995 erschienenen Albino EP. Beide setzten ihre Zusammenarbeit auch in den nächsten Jahren fort und so erschienen 1997 die gemeinsame Single Take A Shot und 1999 das von Hell co-produzierte Rock My Body To The Beat.
Neben seiner Tätigkeit als Produzent trat Bartz zunehmend als internationaler Live Act auf. 1996 gründete Bartz sein eigenes Label Kurbel Records, auf dem neben Bartz’ eigenen Produktionen auch Veröffentlichungen von Hell, Savas Pascalidis, Heiko Laux oder Christian Morgenstern erschienen.
Ab Ende der 1990er Jahre zog sich Bartz vorerst aus dem Produktionsalltag zurück. Es erschienen kaum noch eigene Veröffentlichungen, da er den Schwerpunkt nun mehr auf seine Live-Auftritte setzte. Zwischenzeitlich meldete er sich mit zwei Remixen der Sven-Väth-Stücke Augenblick (1999) und Fire (2003) und dem Live-Album Richard Bartz: Live At Cocoon Club Ibiza zurück. 2004 erschien mit Midnight Man auf DJ Hells Label International Deejay Gigolos erneut ein Album das Techno mit Elektro-Elementen verband. Nach einigen EPs auf seinem Kurbel-Label erschien 2006 das entgegen dem Trend zur digitalen Produktion noch komplett analog eingespielte Album Big, das im Frühjahr 2007 durch das Live-Album Richard Bartz Live at Harry Klein erweitert wurde, da sich auch einige Titel des Albums Big als Liveversion darauf wiederfinden.
Bartz produzierte Remixe für eine Vielzahl weiterer Künstler wie Sven Väth (Augenblick), Christian Morgenstern (Night Of The Living Deaf), Chris Korda (I Like To Watch), Jonzon (Cardiological Stomp), Savas Pascalidis (Saigon Nightmare) und Heiko Laux (Sharpened).
Neben seiner Karriere als Musiker ist Bartz als Multimedia- und CGI-Künstler sowie Fotograf tätig. Er lebt und arbeitet in München.

## Diskografie (Auswahl)

### Alben
| Titel                     | Unter         | Typ        | Label                                | Veröffentlichung |
| ------------------------- | ------------- | ---------- | ------------------------------------ | ---------------- |
| Safari                    | Acid Scout    | 2×12" & CD | Disko B                              | 1994             |
| Musik Für Millionen       | Acid Scout    | 2×12" & CD | Disko B                              | 1995             |
| Sci-Fi                    | Richard Bartz | 2×12" & CD | Disko B                              | 1995             |
| Escape                    | Richard Bartz | 3×12" & CD | Kurbel Records                       | 1996             |
| Live At Cocoon Club Ibiza | Richard Bartz | CD         | Cocoon Recordings                    | 2002             |
| Midnight Man              | Richard Bartz | 2×12" CD   | International Deejay Gigolos         | 2004             |
| BIG                       | Richard Bartz | 2×12" CD   | Kurbel Records                       | 2006             |
| Live at Harry Klein       | Richard Bartz | DVD        | Kurbel Records & Harry Klein Records | 2007             |
| Subway                    | Richard Bartz | CD         | Kanzleramt 148                       | 2009             |
| Astrodynamics             | Richard Bartz | CD & MP3   | Pasta Musik                          | 2009             |

### Singles und EPs
| Titel                                                | Unter                         | Typ | Label                        | Veröffentlichung |
| ---------------------------------------------------- | ----------------------------- | --- | ---------------------------- | ---------------- |
| 4 Degrees                                            | Acid Scout                    | 12" | Disko B                      | 1993             |
| Balance                                              | Acid Scout                    | 12" | Disko B                      | 1994             |
| Schall und Rauch                                     | Horn                          | 12" | Pomelo Records, Wien         | 1995             |
| Pot / Junkyard                                       | Acid Scout                    | 12" | Disko B                      | 1996             |
| Style Wars EP                                        | Richard Bartz                 | 12" | Kurbel Records               | 1996             |
| The Endless Tales Of Saug 27                         | Richard Bartz                 | 12" | Kurbel Records               | 1996             |
| Ghettoblaster II                                     | Richard Bartz                 | 12" | Kurbel Records               | 1997             |
| Take A Shot / Break The Rulez (zusammen mit DJ Hell) | Richard Bartz / DJ Hell       | 12" | Kurbel Records               | 1997             |
| Evolution Revolution                                 | Richard Bartz                 | 12" | Disko B                      | 1998             |
| Subway                                               | Richard Bartz                 | 12" | Kanzleramt Records           | 1998             |
| The Traveller                                        | Richard Bartz                 | 12" | Kurbel Records               | 1998             |
| Holographic EP                                       | Richard Bartz                 | 12" | Kurbel Records               | 1999             |
| Rock My Body To The Beat                             | Richard Bartz / DJ Hell       | 12" | International Deejay Gigolos | 1999             |
| Navigator E.P                                        | Richard Bartz                 | 12" | Kurbel Records               | 2001             |
| Spiralistic E.P                                      | Richard Bartz                 | 12" | Kurbel Records               | 2002             |
| Don’t Stop!                                          | Richard Bartz / Johannes Heil | 12" | Kurbel Records               | 2005             |
| Everybody Knows                                      | Richard Bartz                 | 12" | Kurbel Records               | 2005             |
| 1000 Styles                                          | Richard Bartz                 | 12" | Kurbel Records               | 2005             |
| Ghettoblaster III                                    | Richard Bartz                 | 12" | Kurbel Records               | 2005             |
| Atomic Dog Remixes                                   | Richard Bartz                 | 12" | Kurbel Records               | 2006             |
| Crazy Mad Bartz Remixes                              | Richard Bartz                 | 12" | Kurbel Records               | 2006             |
| Midnight Mans Revenge                                | Richard Bartz                 | 12" | International Deejay Gigolos | 2008             |
| Diamond Girl & All Night Thing                       | Richard Bartz                 | 12" | Kompakt EX, Speicher 61      | 2008             |
| Subway II                                            | Richard Bartz                 | 12" | Kanzleramt 147               | 2008             |
| Subway III                                           | Richard Bartz                 | 12" | Kanzleramt 149               | 2008             |
| Astrodynamics part 1                                 | Richard Bartz                 | 12" | Pasta Musik 010              | 2009             |
| Astrodynamics part 2                                 | Richard Bartz                 | 12" | Pasta Musik 012              | 2009             |